# 和田稔
和田 稔（わだ みのる、1922年（大正11年）1月13日 - 1945年（昭和20年）7月25日）は、福岡県小倉出身の日本海軍軍人。最終階級は海軍少尉。

## 来歴
福岡県小倉市立堺町尋常小学校、静岡県立沼津中学校、第一高等学校（一高）を首席で卒業後、現役で東京帝国大学法学部に合格。沼津で開業医の温厚な父と、愛情深い母、兄思いの3人の妹と1人の弟の7人家族であった彼は、一高から東京帝大というエリートコースを順調に進み、都会に出て独り暮らしをするが、故郷が恋しくて、週末はよく沼津に帰郷していた。
帝大に入ってから、彼は学生生活と言いながら、軍事教練ばかりする生活に嫌気が差していた。日々、ラジオでは戦況の悪化が知らされている頃だ。近いうちに自分も戦場へ行くと感じる毎日であった。そんな昭和18年（1943年）9月、法文科系統徴兵猶予停止案が発表されると、翌10月には明治神宮外苑で大々的に学徒出陣壮行会が行われ、参加せよ、と大学から命ぜられるものの、壮行会の日を間違えて不参加。同12月に赤紙なる召集令状を受け取り、同10日、大日本帝国海軍大竹海兵団（呉鎮守府）に入団。二等水兵として約1ヵ月半をそこで過ごす。
昭和19年（1944年）1月27日、武山海兵団（横須賀）に移動。3,354名の予備学生中、首席だった事から学生長を命ぜられる。その後、多くの若者が憧れた飛行科を受験するが、体格で不合格。この時のショックは生まれて初めての挫折感だったようだ。
その後、魚雷艇を志望し、同年7月15日に航海学校（横須賀）に入学、既にこの時、人間魚雷「回天」について知る。3ヶ月の激しい訓練の後、同10月18日に特攻隊に志願するが、一度却下されている。その二日後、二度目の志願を提出し、許可される。同年10月23日に川棚（長崎県）の魚雷艇訓練所に入り、同11月26日には回天特攻隊隊員として光基地（山口県）に赴くよう命ぜられる。
光基地では本格的な特攻訓練が始まり、同12月25日に少尉任官。昭和20年（1945年）は初頭から光基地での猛訓練が続けられ、同5月28日に最初の出撃命令が下る。同5月15日、最後の帰郷が許される。自分の事、全てを両親に話してしまいたい気持ちを抑制している。
出撃日25日は、五基の回天を搭載した「イ号363潜水艦」に搭乗、目的地は太平洋南方ウルシー方面。しかし、最初の出撃では発進の機会を得ず、同6月18日に帰投命令が発せられ、28日に帰国。昭和20年7月25日、光基地沖にて訓練中に行方不明となり、殉職とされる。享年23。
和田稔は、大竹海兵団入団以降、厳禁とされていた日記を手帳に書き続け、面会の都度、その手帳を油紙に包んで弁当箱のご飯の底に隠し、家族に手渡していた。
事故の際、底に突っ込んだままであった和田の回天は、終戦後の9月半ばの台風によって浮上漂流。潮流にのって近くの長島に流れ着く。米占領軍の監視下で、その回天は旧日本兵の手で開けられ、蓋を開けると白い二酸化炭素の煙が浮上。その下にあぐら姿で眠っているかのような和田稔の姿があった。窒息するまでの10時間以上を一人、狭く、薄暗く、寒い回天の中で過ごし、その間、3日分の食料を全部食い尽くしていた。遺体は長島の浜辺で荼毘され、白木の箱となって沼津に帰郷している。
2011年（平成23年）7月30日、山口県上関町の白井田公園に和田稔を追悼する『白井田「回天」記念碑』が完成し、8月28日に除幕式が行われる。

## 学友
東京帝国大学法学部から特攻戦死した学友に、大石政則、堀之内久俊、松吉正資、安達卓也、工藤紀正、井上静夫、山鹿悦三、中尾武徳、林元一、吉田信、小森寿一、伊瀬輝男、杉村裕、萩本勇、藤村東郎、沢田泰男、川橋圭裕、山岡元春、西沢成裕、秀島政雄、田中敬治、宇都宮秀一、亥角泰彦等がいる。

## 遺稿
- 『わだつみのこえ消えることなく 回天特攻隊員の手記』筑摩書房、1967年7月10日。NDLJP:1673156。

## 関連作品
- 『死者たちの遺言 ～回天に散った学徒兵の軌跡～』
  - 1984年（昭和59年）11月12日に放送された山口放送制作のドキュメンタリー番組であり、1985年（昭和60年）7月13日にはNHK教育テレビでも放送された[4][5][6]。
  - 第22回（1984年度）放送批評懇談会ギャラクシー賞[5]、昭和59年度芸術祭優秀賞（ドキュメンタリーの部）[7]、第11回（1984年度）放送文化基金賞テレビドキュメンタリー番組部門本賞受賞[8]。

- 『群青』
  - 上記の番組を見た山口市民らが企画し、1994年（平成6年）10月16日に披露されたフラメンコ[9][10]。